# Luke Foxe
Luke Foxe (født 20. oktober 1586 i Kingston-upon-Hull, død juli 1635 i Whitby) var en engelsk søfarende og opdagelsesrejsende.

## Liv og virke
Foxe, der fra ungdommen havde haft lyst til opdagelsesrejser og var en duelig og uforfærdet sømand, havde ved sin utrættelige udholdenhed interesseret flere indflydelsesrige personer i sin plan, der gik ud på at gøre et nyt forsøg på opdagelsen af nordvestpassagen, men især ved hjælp af den berømte matematiker Henri Briggs, der var hans ven og velynder, lykkedes det ham at overvinde de mange hindringer, der stillede sig i vejen for dette hans ivrige ønske. Kong Karl 1. stillede det gamle skib, pinnacen Charles på 70 t til ekspeditionens disposition, mens de øvrige udgifter bestredes af et privat selskab. Besætningen bestod af 22 mand og 2 drenge, og skibet var provianteret for 18 måneder. Kongen medgav ham et brev til kejseren af Japan og en instruks, der gik ud på at søge en passage vest over på nordvest- eller vestkysten af Hudson-bugten.
Foxe afrejste fra Deptford den 5. maj 1631. Han sejlede under de sædvanlige vanskeligheder af isen gennem Hudson-strædet og Hudson-bugten og fuldendte undersøgelsen af hele denne bugts vestkyst, uden at det lykkedes ham at finde nogen passage. Han trængte der efter nord på op i det bassin, som senere efter ham er kaldt Foxe-kanalen, langs vestkysten af Foxe-land, som han fulgte indtil 66° 47′ n. br. Dette isopfyldte farvand har aldrig senere været besøgt. Da vinteren var indtruffet med sne og frost, og mange af mandskabet på grund af overanstrengelse var syge, blev han nødt til at vende tilbage den 22. september og ankrede den 31. oktober ved The Downs. Skønt han havde udført hele instruksens bydende, måtte han dog høre bebrejdelser, fordi han ikke havde overvintret i Hudson-bugten, og det endskønt det var indlysende, at han intet kunne have vundet ved en overvintring. Han ledede ekspeditionen med klogskab og energi, var en skarp iagttager af disse lidet kendte egnes plantevækst og dyreliv og udførte i det hele taget et fortrinligt stykke geografisk arbejde. I 1635 udkom hans rejsebeskrivelse, der har den besynderlige titel: North-West Fox; or Fox from the North-west passage. Det er en meget underholdende bog, men den er skrevet på en højst ejendommelig søgt måde. Den indledes med en beskrivelse af alle tidligere rejser nordvest på, som var Foxe bekendte. Adskillige af disse kendes kun gennem denne bog og er af betydelig værdi. Efter hjemkomsten fra sin rejse følte Foxe sig meget tilsidesat og levede de sidste år af sit liv tilbagetrukken og utilfreds.